# Haworthia angustifolia
Haworthia angustifolia és una espècie de planta suculenta del gènere Haworthia i la subfamília de les asfodelòidies.

## Descripció
Haworthia angustifolia és una planta suculenta perennifòlia amb les fulles curtes, disposades en rosetes d'entre 2 a 6 cm de diàmetre, de vegades fins a 8 cm de diàmetre. Té entre 10 a 40 fulles, però majoritàriament al voltant de 20, són ascendents, acuminades, lanceolades i una mica flàccides, de 3 a 6 cm de llarg, i 6 a 12 mm d'ample, de color verd pàl·lid, sense línies, plana la part superior i convexa la part inferior, amb 1 a 3 quilles febles cap amunt, minuciosament ciliades al marge. El limbe foliar és de color marró a verd fosc. Els marges de la fulla i la quilla de la fulla estan finament serrats.
Té una única inflorescència que pot arribar a fer fins a 20 cm (excepcionalment fins a 30 cm) de llargada, generalment sense ramificar i consta de vuit a deu flors. Té un peduncle prim, amb pedicels molt curts, bràctees petites, deltoides. Les flors són blanques, rosades o vermelloses mat.
Aquesta espècie està estretament relacionada i es confon freqüentment amb Haworthia chloracantha, però és una espècie més tova i les dents marginals són més petites i estan més separades.

## Distribució
Haworthia angustifolia està estesa a la província de sud-africana del Cap Oriental.

## Taxonomia
Haworthia angustifolia va ser descrita per Adrian Hardy Haworth i publicada a Philosophical Magazine and Journal 66: 283, a l'any 1825.
Etimologia
Haworthia: nom en honor del botànic britànic Adrian Hardy Haworth (1767-1833).
angustifolia: epítet llatí que significa "amb fulla estreta".
varietats acceptades
- Haworthia angustifolia var. angustifolia
- Haworthia angustifolia var. altissima M.B.Bayer
- Haworthia angustifolia var. baylissii (C.L.Scott) M.B.Bayer
- Haworthia angustifolia var. paucifolia G.G.Sm.[5]

Sinonímia
- Catevala angustifolia (Haw.) Kuntze
- Haworthia chloracantha var. angustifolia (Haw.) Halda
- Haworthia chloracantha subsp. angustifolia (Haw.) Halda[6]